# Granville Sydney
Granville Sydney (* 1941 in Huddersfield; † 14. Februar 1974 ebenda) war ein britischer Radrennfahrer und nationaler Meister im Radsport.

## Sportliche Laufbahn
Sydney war im Straßenradsport aktiv. 1963 gewann er die nationale Meisterschaft im Bergzeitfahren vor Peter Graham. 1965 gewann er den Titel erneut vor Graham. 1969 gelang ihm ein weiterer Sieg in dieser Meisterschaft. 1972 holte er den Titel vor John Clewarth, 1973 vor Jack Kershaw. Er war damit der erfolgreichste Fahrer bei diesen Meisterschaften. Dazu war er in einer Reihe weiterer Straßenradrennen und bei kürzeren Etappenrennen in Großbritannien erfolgreich.